# Encyclia parviflora
Encyclia parviflora là một loài thực vật có hoa trong họ Lan. Loài này được Regel mô tả khoa học đầu tiên.